# Gondo
Pour les articles homonymes, voir Gondo (homonymie).
Gondo est une localité suisse de la commune de Zwischbergen dans le canton du Valais .

## Localisation
Le village est situé à l'extrémité du Val Divedro, au sud du Haut-Valais, sur la route du col du Simplon. La frontière avec l'Italie se trouve à un kilomètre en aval de Gondo, mais le poste de douane est dans la localité. Il est surmonté par le Camoscellahorn (ou Pizzo Pioltone).
Gondo, Gabi et Simplon-Village en amont, sont les seules localités valaisannes au-delà de la crête sud des Alpes et sont par conséquent situées dans le bassin versant du Pô.

## Histoire

Gondo entre 1914 et 1918

### Mines d'or
Durant plusieurs siècles, des mines d'or furent exploitées à Gondo. Le métal était extrait depuis le granite enfermant de la pyrite avec des inclusions d'or. On pense que les premières exploitations datent du milieu du XVIe siècle. À la fin du XVIIe siècle, le domaine était géré par Jodok von Stockalper qui profita de la proximité du Col du Simplon pour faire fructifier ses affaires. L'exploitation du gisement continua jusqu'en 1897, date à laquelle la Confédération cessa les activités aurifères en Suisse.
L'or de Gondo a été utilisé pour la frappe de quelques dizaines de vreneli, des pièces d'or suisses. Ces pièces, un peu plus claires que le reste de la production, sont très recherchées.

### Défense de la frontière
Des fortifications ont été construites dans la région aux XIXe et XXe siècles pour défendre la route du col du Simplon. Le fort de Gondo est l'ouvrage principal construit dans les gorges de Gondo.

L'entrée ouest des fortifications modernisées du XIXe siècle construites 3 km en amont de Gondo (1914-1918).
Entrée de la caserne durant la mobilisation de 1914-1918.
La galerie-Est dotée de créneaux de fusillade et de deux mitrailleuses (1914-1918).
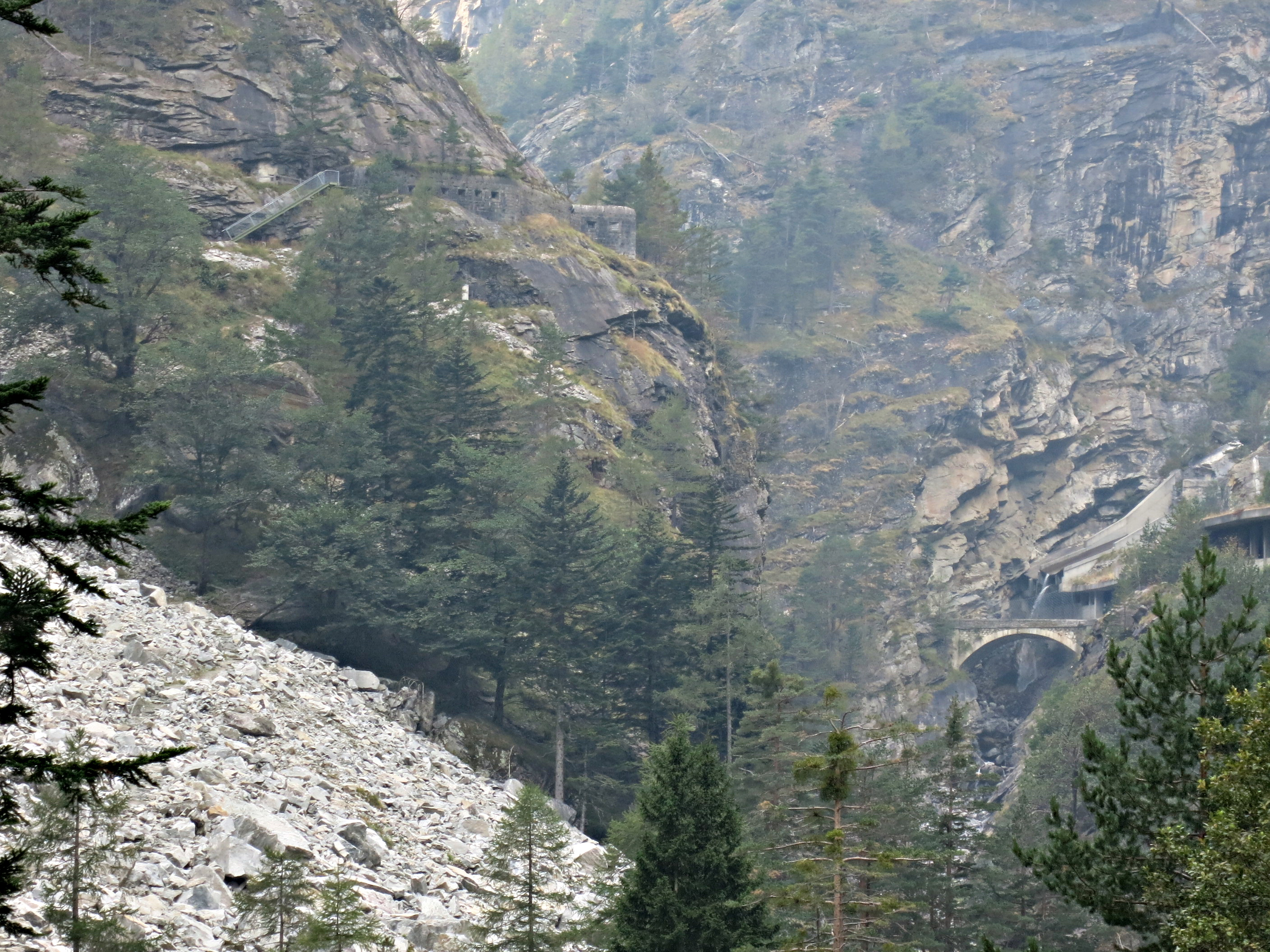
La galerie-Est dominant les gorges de Gondo et la route du Simplon.
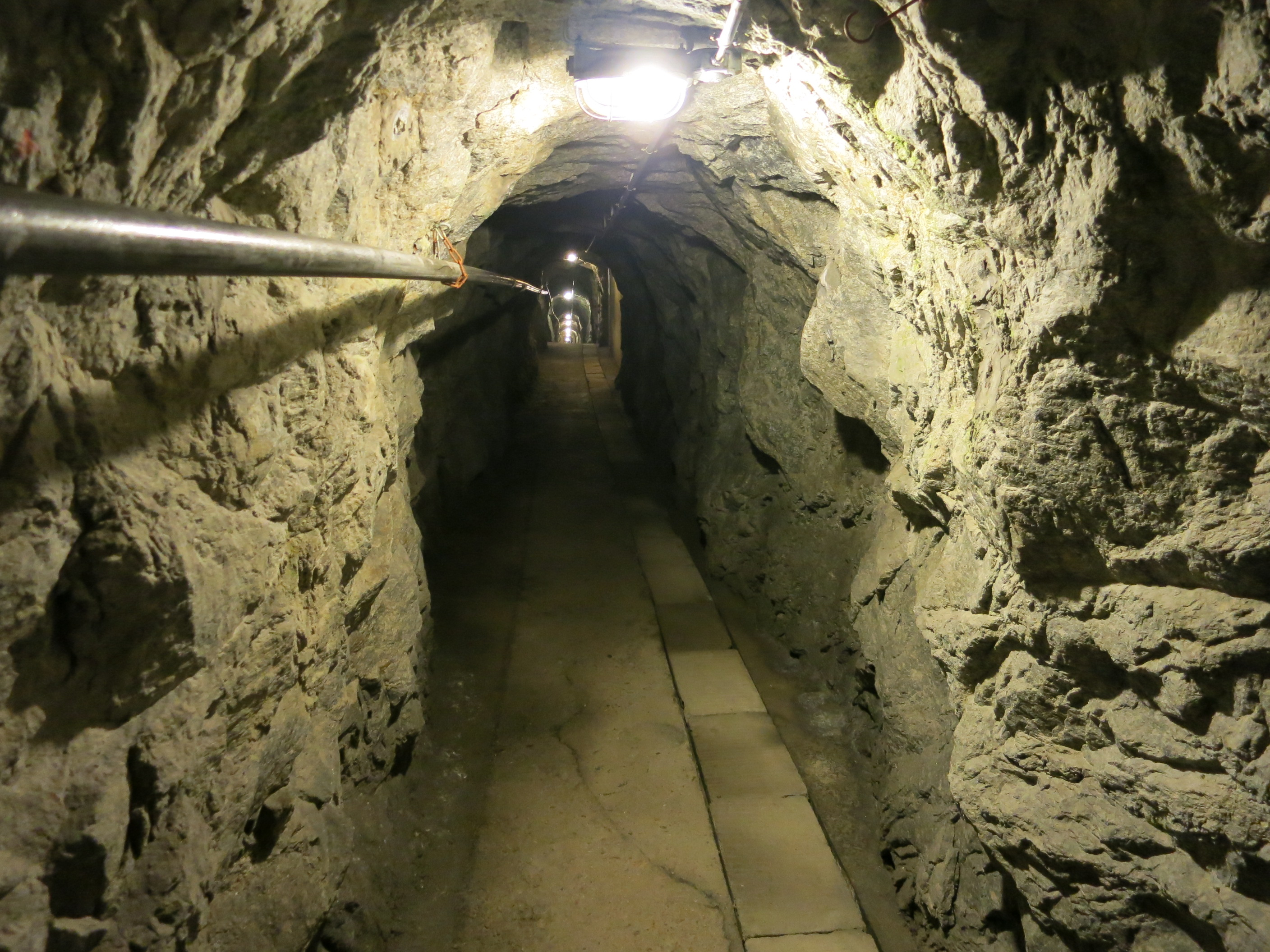
Galerie de communication du fort
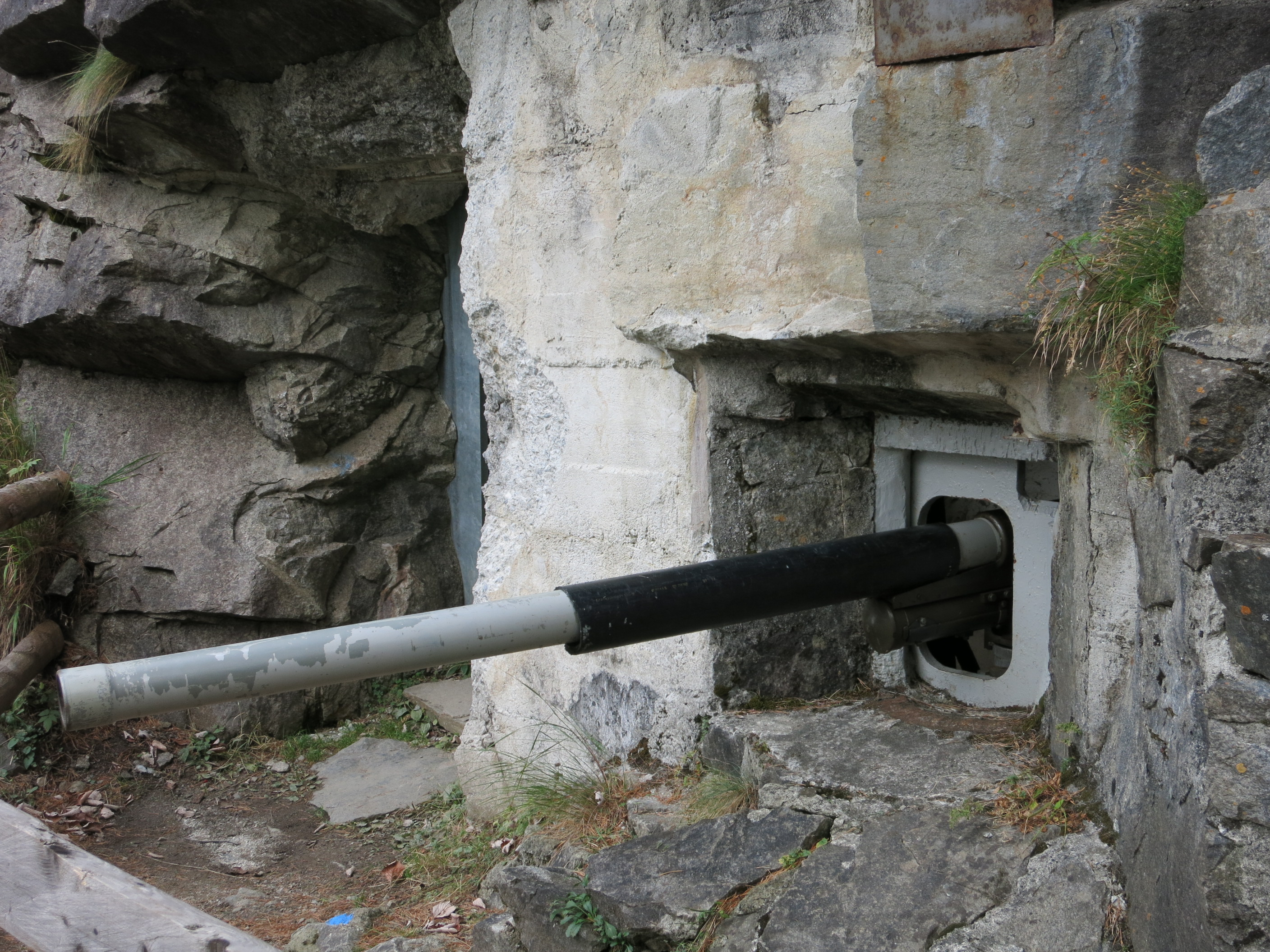
Un canon antichar de 9 cm, remplaçant un canon d'infanterie de 4,7 cm installé avant la Seconde Guerre mondiale

### Catastrophe d'octobre 2000

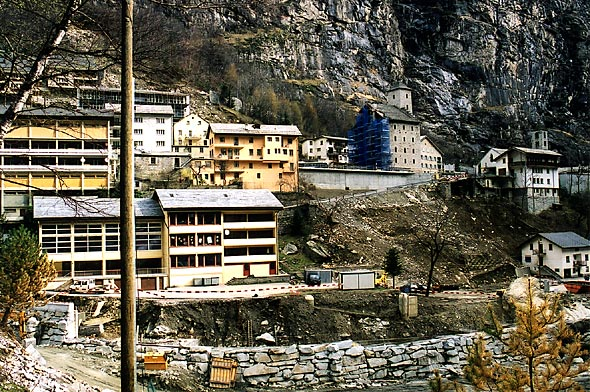
Le village de Gondo. Au centre de l'image, on peut voir la tour Stockalper en cours de reconstruction

Gondo a toujours été considérée comme une zone à risques à cause de la paroi rocheuse et la rivière Doveria au fond de la vallée. Des mesures avaient été prises en 1988 pour limiter les chutes de pierres.
Le 14 octobre 2000, à la suite des inondations massives touchant le Valais, un glissement de terrain de 10 000 m³ engendré par la solifluxion du terrain emporta une partie des bâtiments du village. Quatorze personnes périrent et la Tour de Stockalper vieille de 400 ans fut très endommagée. Les travaux de restauration durèrent quatre ans et furent financés grâce un élan de solidarité sans précédent en Suisse. Le « nouveau village » fut inauguré le 14 octobre 2004.
Le 31 mars 2007, le village de Gondo tire un trait sur cette catastrophe en inaugurant la reconstruction de la tour Stockalper en présence de l'ancien conseiller fédéral Adolf Ogi.

## Patrimoine bâti
Église paroissiale catholique Saint-Marc, fondée en 1495. Nef reconstruite en 1967-1968 par Charles Zimmermann, mais le chœur polygonal médiéval est conservé.
Cure, relief en céramique de saint Martin (1968) par Werner Zurbriggen.
Tour Stockalper, bâtiment de cinq étages construit vers 1666-1685 comme auberge et dépôt de marchandises. Les deux tiers en ont été détruits lors de la catastrophe de 2000 (Cf. ci-dessous). Restauration et rétablissement du volume initial en 2002-2007 par Durrer, Linggi et Schmid architectes.